# Друзно
Друзно, Дружно (пол. Druzno) — мілководне озеро в Польщі на території  Ельблонзького повіту  Вармінсько-Мазурського воєводства.

## Опис
Площа водяного дзеркала становить від 11,48 до 17,90 км² (у різних джерелах), крім того, площа озера залежить від численних факторів, навіть від напряму вітру. Максимальна глибина 2,5 м. Довжина озера становить 9,7 км, максимальна ширина 2 км. Стік по річці Ельблонг у Віслинську затоку Балтійського моря.
Озеро є основною частиною резервату «Озеро Друзно» площею 30 км², створений у 1966 році для розмноження водоплавних та болотних птахів, в основному качок, поганок, чайок і крячків, а також малих горобиних птахів. З 2002 року резерват під міжнародним захистом Рамсарської конвенції ЮНЕСКО.
Біоценози озера були протягом багатьох років об'єктом гідробіологічних досліджень, розпочатих у 50-х роках ХХ століття Вінсентом Л. Вишневським (Варшавський університет).
У дев'ятому столітті на березі озера, в безпосередній близькості від сьогоднішнього Янова, був прусський торговий центр Трусо.
До 1949 року озеро мало німецьку назву Драузен.